# Jan Lamb
Jan Lamb Hoi Fong (28 de enero de 1967, Hong Kong) es un actor, DJ, cantante de música pop y comediante chino. Jan es el hermano mayor del actor, DJ, locutor de radio y cantante, Jerry Lamb. Muchos fanes lo llaman cariñosamente 'LambDog, como su apodo.
Formó parte de un dúo de rap en los años 80, junto a sus compañeros de MC, entre ellos el comediante Eric Kot, conocido también como Softhard (软硬 天师).

## Filmografía
- Hot Summer Days (2010)
- Trivial Matters (2007)
- McDull, the Alumni (2006)
- Bug Me Not! (2005)
- Divergence (2005)
- Leave Me Alone (2004)
- McDull, prince de la bun (2004)
- Women from Mars (2002)
- Marry a Rich Man (2002)
- Chinese Odyssey 2002 (2002)
- My Life as McDull (2001)
- Vampire Hunter D: Bloodlust (2000)
- Teaching Sucks (1997)
- A Chinese Ghost Story: The Tsui Hark Animation (1997)
- Black Rose II (1997)
- Sweet Symphony (1997)
- Cause We Are So Young (1997)
- 4 Faces of Eve (1996)
- Tricky Business (1995)
- Wealthy Human Realm (1995)
- The New Age of Living Together (1994)
- Run (1994)
- City Hunter (1993)
- Mary from Beijing (1992)
- The Banquet (1991)
- A Tale from the East (1990)
- To Spy with Love (1990)